# Ржевсько-Вяземський виступ

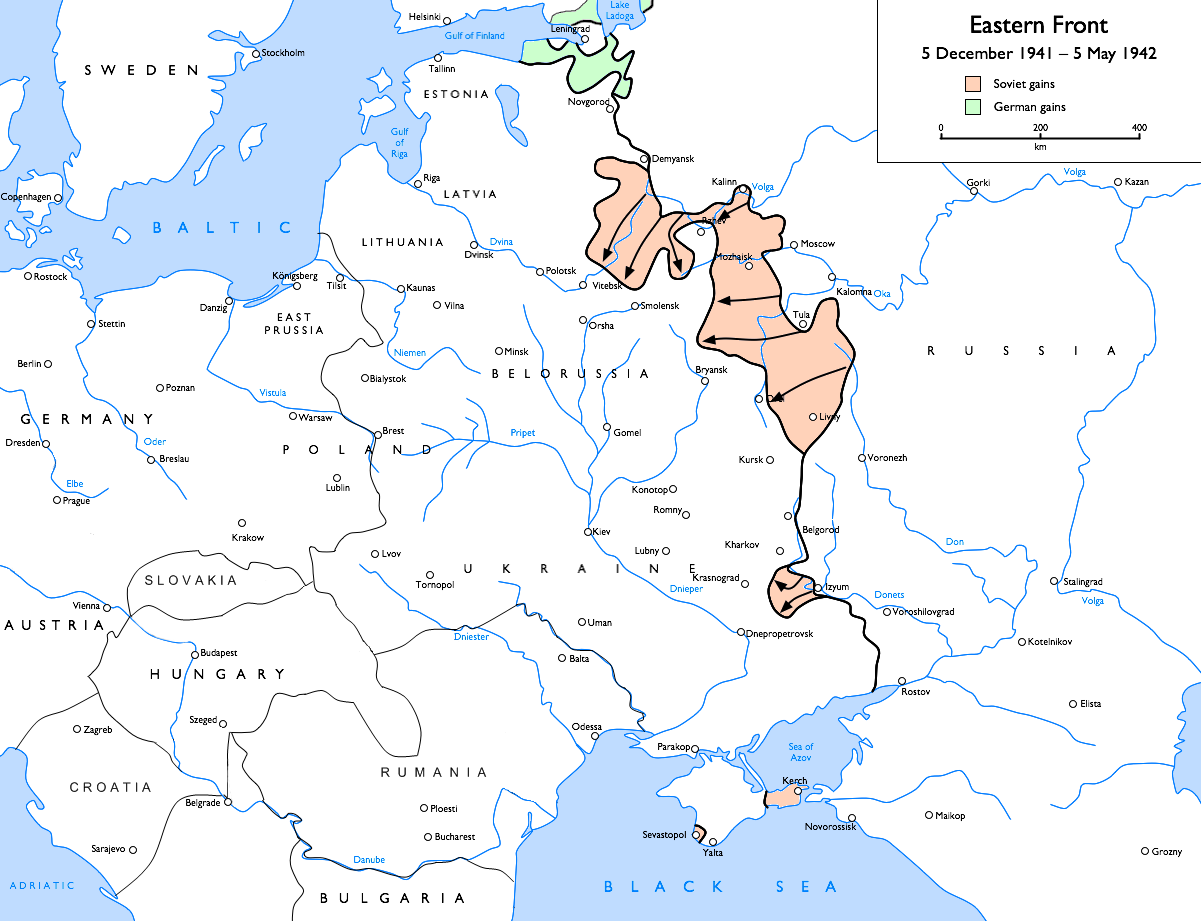
мапа боїв в грудні 1941 — травні 1942

Ржевсько-Вяземський виступ — плацдарм, котрий утворився у обороні нацистських військ під час радянського наступу взимку з 1941-го на 1942 рік в напрямі на захід. Даний плацдарм мав розміри по фронту до 200 кілометрів біля основи та вглиб — до 160 км. Нацистське керівництво розглядало даний виступ як плацдарм для подальшого наступу на Москву.

## Загальні дані
Лінія виступу проходила західніше міста Бєлий — північніше Оленіно — північніше та західніше Ржева — східніше Зубцова та Гжатська — західніше Юхнова. Виступ глибоко вдавався у радянську оборону, котра зосереджувалася біля залізниць Смоленськ — Вязьма, Смоленськ — Сичовка, Ржев — Оленіно та далі на Великі Луки.
Зимою з 1942-го на 1943 рік на цьому виступі зосереджувалося понад дві третини військ групи армій «Центр», проти котрих діяли головні сили Західного та Калінінського фронтів. Сили Західного фронту прикривали найкоротший шлах на Москву — від лінії фронту по прямій було близько 150 кілометрів.
1942 року проти нацистських сил на виступі здійснювалися перша (складовою якої була Погорело-Городищенська операція) та друга Ржевсько-Сичовська операції (операція «Марс»).
Ржевсько-Вяземський виступ був ліквідований радянськими військами у кінці березня 1943 року в перебігу Ржевської битви; керівництво Вермахту перекидає звідси війська під Орел.
В боях під Ржевом за 14 місяців втрати склали понад 1 мільйон 109 тисяч червоноармійців. По применшених радянських даних, втрати убитими та пораненими у Ржевсько-Вяземській операції січня — квітня 1942-го — 776889 чоловік — німецькі втрати за січень-березень склали 330000, Ржевсько-Сичовській липня — серпня 1942 — 193683 та в ході Ржевсько-Вяземської березня 1943 — 138577.